# 董一元
董 一元（とう いちげん、生没年不詳）は、明代の軍人。本貫は宣府前衛。

## 経歴
宣府游撃将軍の董暘の子として生まれた。山西・延綏・寧夏の辺境防備で活躍した都督僉事の董一奎の弟にあたる。嘉靖年間、薊州鎮游撃将軍となった。1564年（嘉靖43年）、チャハルのトゥメン・ジャサクト・ハーンやココチュテイ・タイジらが1万騎あまりで一片石を侵犯し、薊州鎮総兵官の胡鎮がこれを撃退したとき、一元の功績が最上で、俸三級を超え、石門寨参将に転じた。1567年（隆慶元年）、棒槌崖でチャハルの別動隊を破ると、再び一元の功績が最上であった。二級を進められて、副総兵に転じ、古北口に駐防した。ほどなく宣府に移駐した。
1583年（万暦11年）、都督僉事として昌平総兵官となった。ほどなく宣府総兵官に転じた。1587年（万暦15年）、薊州鎮総兵官に転じ、山海関に駐屯した。長らくを経て、弾劾を受けて罷免された。1590年（万暦18年）、鄭洛が経略洮河となると、一元はその命を受けて西寧で練兵した。青海部長の火落赤が侵入すると、一元は西川でこれを攻撃し、多くを捕斬した。ほどなく副総兵として寧夏を守り、延綏総兵官に抜擢された。1592年（万暦20年）、寧夏で哱拝の乱が起こると、オルドス部の諸部長が哱拝を助けた。一元はオルドス部の西進に乗じて、軽騎でオルドス部の土昧の根拠地を突き、首級130を挙げ、その家畜を鹵獲して凱旋した。署都督同知に進み、入朝して中府僉事となった。
1594年（万暦22年）、一元は遼東総兵官に任じられた。さきに泰寧衛の速把亥が明軍に殺害され、その次男の把兎児は復讐を望んでいた。叔父の炒花と姑の壻花が把兎児に助力して、勢力を強めていた。チャハルのブヤン・セチェン・ハーンは部衆十数万を率いて、把兎児と東西連携して、たびたび明の辺境を侵犯していた。1595年（万暦23年）、ブヤンは一克灰正・脳毛の諸部と合流して、広寧への進攻を宣明した。把兎児は炒花・花大・煖兎・伯言児の衆を率いて旧遼陽に宿営し、武州・錦州・義州に侵入しようとしていた。一元は数の多いブヤンよりも把兎児と炒花のほうが厄介とみなし、副将の孫守廉を右屯に派遣してチャハルを抑えさせ、自らは大軍を率いて鎮武外に隠れ、空の陣営を構築して把兎児らを待ち受けた。把兎児らは陣営に突入したもののもぬけの殻で、明軍が臆病風に吹かれて退却したものとみなして軍を深入りさせた。明軍の伏兵が姿を現して襲撃し、把兎児らは大敗して北方に逃げ、明軍は白沙堝まで追撃した。540人あまりを捕斬し、馬やラクダ2000を鹵獲した。伯言児は矢に当たって死に、把兎児も負傷し、敗残の衆は終夜にわたって馬を駆けさせて敗走した。その翌日、ブヤンが右屯に入り、5日間にわたって攻撃したが、孫守廉らは固く守って崩れなかったので、退却した。一元は左都督に進められ、太子太保の位を加えられた。モンゴル諸部は敗戦に意気阻喪してその多くは明に帰順したが、把兎児・炒花やブヤンらは再戦を企図していた。一元は楊鎬らとともに先手を取って把兎児の根拠地を襲撃し、把兎児を敗死させた。1596年（万暦24年）10月、一元は病のため帰郷し、王保が代わって遼東総兵官となった。
1597年（万暦25年）、日本軍が朝鮮に再度の兵を起こす（慶長の役）と、一元は総督邢玠の麾下に属し、軍事に参与した。1598年（万暦26年）4月、李如梅に代わって禦倭総兵官となった。9月、明軍は四路に分かれ、一元は中路にあって、晋州を落とし、望晋を下し、永春・昆陽の二寨を連破した。川上忠実の守る泗川古城を攻撃して攻め落としたが、游撃の盧得功が陣没した。さらに進軍して島津義弘らの籠城する泗川新城を攻撃した（泗川の戦い）。歩兵游撃の彭信古が大棓を用いて寨を打撃し、数か所を破壊した。明軍は城の堀に迫り、その柵を壊した。しかし明軍の陣営の中で砲が裂け、爆炎が上がった。島津軍は勢いに乗じて猪突し、さらに日本軍の援軍も到着した。明軍の諸将は我先に逃げ出し、一元もまた晋州に帰還した。敗戦が報告されると、一元は宮保を剥奪され、秩三等を降格された。豊臣秀吉が死去すると、日本軍は朝鮮から撤退した。1599年（万暦27年）3月、一元は朝鮮から軍を返した。9月、一元はもとの秩にもどされた。長らくを経て死去した。